# Cúp Puskás 2011
Cúp Puskás 2011 là mùa giải thứ tư của Cúp Puskás và diễn ra từ 6 đến 8 tháng Tư. Budapest Honvéd FC là đương kim vô địch và họ có chức vô địch thứ hai khi đánh bại Real Madrid trong loạt sút luân lưu (5-4) sau trận hòa 1-1 trong trận chung kết.

## Đội bóng tham gia
- Budapest Honvéd (đội cũ của Ferenc Puskás)
- Ferencváros (được mời)
- Hagi Football Academy (được mời)
- Panathinaikos (đội cũ của Ferenc Puskás)
- Puskás Academy (chủ nhà)
- Real Madrid (đội cũ của Ferenc Puskás)

## Địa điểm
- Felcsút

Kết quả
Tất cả thời gian tính theo (UTC+2).

### Bảng A
| Đội bóng       | St | T | H | B | BT | BB | HS | Đ |
| -------------- | -- | - | - | - | -- | -- | -- | - |
| Real Madrid    | 2  | 2 | 0 | 0 | 7  | 1  | +6 | 6 |
| Puskás Academy | 2  | 1 | 0 | 1 | 3  | 3  | +0 | 3 |
| Ferencváros    | 2  | 0 | 0 | 2 | 3  | 9  | -6 | 0 |

| Puskás Academy | 3-2 | Ferencváros |
| -------------- | --- | ----------- |
|                |     |             |

| Puskás Academy | 0-1 | Real Madrid |
| -------------- | --- | ----------- |
|                |     |             |

| Ferencváros | 1-6 | Real Madrid |
| ----------- | --- | ----------- |
|             |     |             |

### Bảng B
| Đội bóng              | St | T | H | B | GF | BB | HS | Đ |
| --------------------- | -- | - | - | - | -- | -- | -- | - |
| Budapest Honvéd       | 2  | 2 | 0 | 0 | 6  | 1  | +5 | 6 |
| Panathinaikos         | 2  | 1 | 0 | 1 | 5  | 5  | +0 | 3 |
| Hagi Football Academy | 2  | 0 | 0 | 2 | 1  | 6  | -5 | 0 |

| Budapest Honvéd | 2-0 | Hagi Football Academy |
| --------------- | --- | --------------------- |
|                 |     |                       |

| Budapest Honvéd | 4-1 | Panathinaikos |
| --------------- | --- | ------------- |
|                 |     |               |

| Hagi Football Academy | 1-4 | Panathinaikos |
| --------------------- | --- | ------------- |
|                       |     |               |

### Tranh hạng 5
| Ferencváros | 1-1 (4-2) | Hagi Football Academy |
| ----------- | --------- | --------------------- |
|             |           |                       |

### Tranh hạng 3
| Panathinaikos | 3-2 | Puskás Academy |
| ------------- | --- | -------------- |
|               |     |                |

### Chung kết
| Budapest Honvéd | 1-1 (5-4) | Real Madrid |
| --------------- | --------- | ----------- |
|                 |           |             |